# Clase media
Clase media va ser una sèrie espanyola de televisió, emesa per TVE el 1987, dirigida per Vicente Amadeo. Fou rodada a Conca.

## Argument
La sèrie pretén ser un reflex de la Espanya rural de principis del segle XX (1904-1905), a través dels avatars de la família Requejo, el cap de família de la qual, Isidoro (Antonio Ferrandis), es veu expulsat del seu poble per les pressions dels cacics.

## Repartiment
- Xabier Elorriaga
- Antonio Ferrandis
- Charo López
- Antonio Resines
- Agustín González
- Amparo Larrañaga
- Víctor Valverde
- Queta Claver
- Maruchi Fresno
- Alicia Sánchez
- Ángel Alcázar
- Arturo López
- Alberto Delgado
- Carlos Marcet
- Ricardo Palacios
- Antonio Requena
- Julio Riscal
- José Segura
- José María García-Villaraco
- Luis Escobar
- Alejandro Ulloa
- Santiago Álvarez
- Anna Maria Barbany
- Lina Canalejas
- Marina Carresi
- Fernando Cebrián
- Roberto Cruz
- Miguel de Grandy
- Mar Díez
- Ramón Durán
- Jesús Enguita
- José María Escuer
- Estanis González
- Lola Lemos
- Fabián López Tapia
- Ramón Pons
- Pilar Puchol
- Luis Rico
- Mari Carmen Alvarado
- José María Caffarel
- Eduardo Calvo
- Paco Catalá
- José Cela
- Alfonso del Real
- Carlos Lucero
- Lorenzo Ramírez
- Eulàlia Ramon
- Carmen Utrilla
- Marcial Zambrana

## Fitxa tècnica
- Direcció: Vicente Amadeo.
- Guions: José María Rincón y Vicente Amadeo.
- Producció: José Ramón Velasco.
- Banda Sonora: Antoni Parera Fons
- Director Artístic:Alvaro Valencia Villagrán.
- So: Agustín de la Fuente.

## Pressupost
Va comptar amb un pressupost de 150 milions de pessetes, molt per sobre d'altres produccions televisives de l'època.